# Gino Giuberti
Gino Giuberti (Parma, 1º luglio 1912 – ...) è stato un calciatore italiano, di ruolo centrocampista.
Era anche noto come Giuberti II per distinguerlo dal fratello Angelo (I), nato nel 1909.

## Carriera
Ha esordito diciottenne in Serie B il 2 febbraio 1930 nella partita Legnano-Parma (3-0), ha disputato con il Parma tre campionati di Serie B. dopo una parentesi a Catania, per cinque stagioni ha vestito i colori della Cremonese facendo l'esordio il 22 settembre 1935 nella partita Cremonese-Legnano (2-1). Nelle cinque stagioni, due in Serie C e tre in Serie B, ha disputato con i grigiorossi 112 partite di campionato e realizzato 7 reti. Ha giocato anche tre partite di Coppa Italia. Dal 1948 al 1957 ha lavorato come dirigente nel Parma, allenando la squadra crociata per alcune partite nella stagione 1956-1957 in Serie B.

## Palmarès

### Giocatore

#### Competizioni nazionali
- Campionato italiano Serie C: 2

Cremonese: 1935-1936 (girone B)
Parma: 1942-1943 (girone G)